# Widex

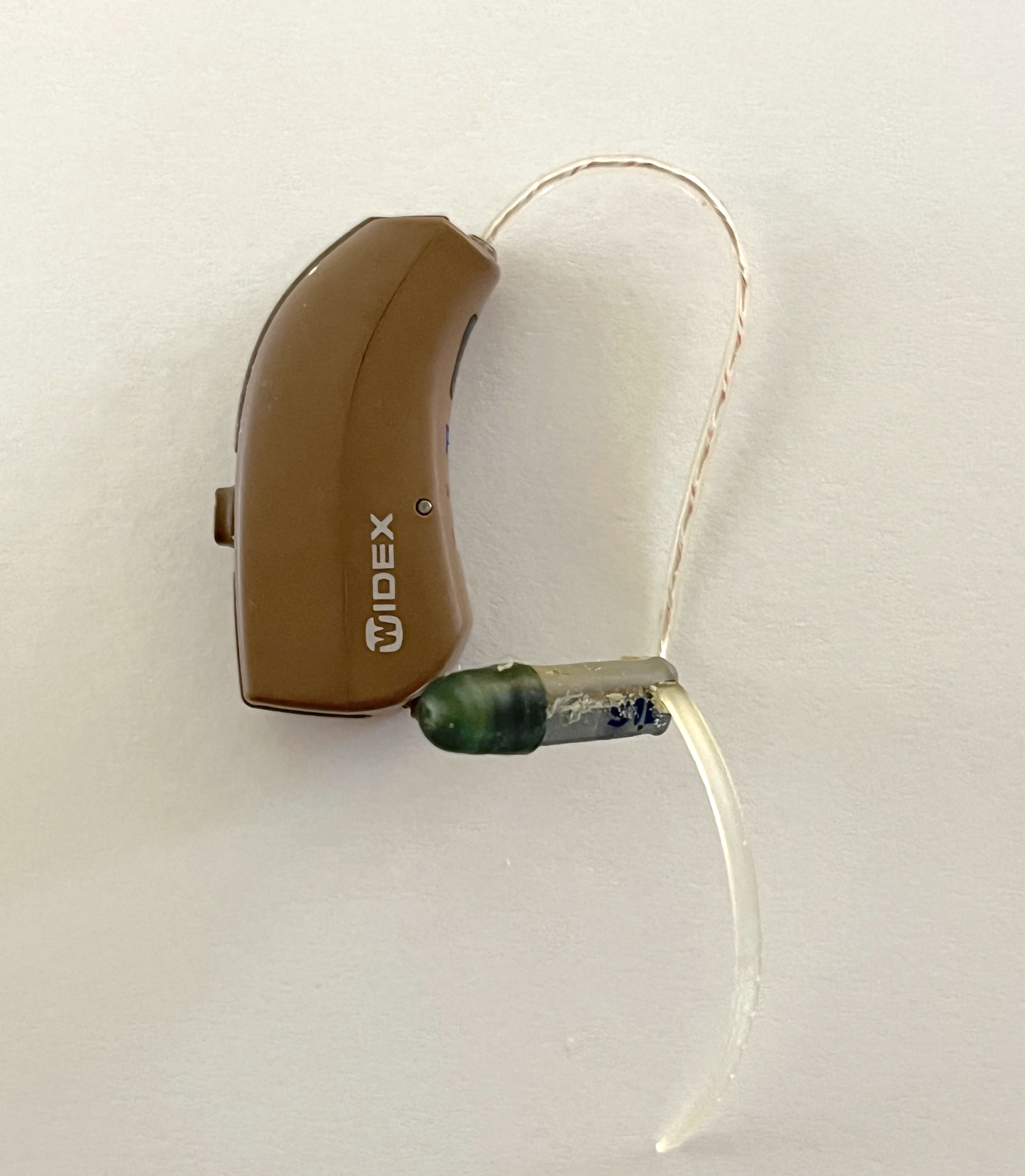

Данська компанія Widex A/S — один зі світових лідерів у розробці та виробництві цифрових слухових апаратів.
Компанія була створена у 1956 році двома підприємцями — Крістіаном Топхольмом (Christian Topholm) та Еріком Вестерманном (Erik Westermann). Як прекрасний інженер, Крістіан Топхольм відповідав за виробництво слухових апаратів та інвестиції, успішний економіст Ерік Вестерманн курирував питання маркетингу, продажів, фінансів. Перше виробництво розміщувалось у підвальному приміщенні, що належало Крістіану Топхольму, площею 60 м².
Після того, як були переглянуті декілька варіантів назви компанії та бренду слухових апаратів, бізнесмени зупинились на Widex. Воно не мало особливого значення, але його можна було з легкістю вимовити багатьма мовами.
З самого початку роботи й до цього дня компанія Widex є бізнесом двох сімей Topholm та Westermann. Така організація бізнесу дозволяє оптимально фокусуватися на інвестиціях у нових технологіях.

## Ключові дати у житті компанії
1956 — випуск першого слухового апарату Widex 561.
Компанія Widex розвиває мережу своїх дистриб'юторів у Великій Британії, Німеччині, Франції та Бельгії, Швеції, Фінляндії, Норвегії. Удосконалення апарату Widex 561 дозволило отримати велике замовлення від данського Національного слухового центру на 500 одиниць слухових апаратів та орендувати приміщення для виробництва у 500 м².
1960 — було випущено перший завушний слуховий апарат Widex Minarett. Це був приголомшливий успіх на ринку, продажі стрімголов зростали, що дозволило компанії орендувати вже 1000 м² приміщень.
1966 — бурхливий зріст продажів компанії та стратегічне планування обумовлює переїзд у новий офіс площею 4000 кв.м. у Ваерлоезе (Vaerloese). Наприкінці 60-х Widex будує два додаткових виробничих підрозділи у Данії та Бельгії, це була солідна база для майбутнього розвитку. На відміну від конкурентів Widex і досі виробляє слухові апарати тільки у Західній Європі, забезпечуючи тим самим ефективний контроль якості виробництва.
1972 — випуск нової революційної серії А завушних слухових апаратів з гнучкою системою налаштування під індивідуальні особливості слуху.
Грудень 1983 — Компанія Widex стала ініціатором заснування Асоціації Європейських Виробників Слухових Апаратів. Представники 12 провідних європейських виробників обрали Еріка Вестерманна президентом організації на перший дволітній термін. Ще раз він був обраний президентом у 1990—1992 рр.
1983 — Компанія Widex випустила свій перший внутрішньовушний апарат — Audilens, який за своїми якостями не поступався завушним моделям. У 1985 році прем'єр-міністр Данії вручив Еріку Вестерманну данську престижну нагороду у області промислового дизайну за слуховий апарат Audilens. Компанія Widex затвердилась як світовий технологічний лідер у виробництві слухових апаратів.
1988 — переддень цифрової ери, випуск апаратів серії Quatro, нові апарати пропонували користувачам вже чотири програми прослуховування із різною обробкою звуку та приглушенням шумів. Управління апаратами здійснювалось за допомогою пультів дистанційного керування. Обробка звуку була ще аналоговою, але налаштування апаратів виконувалось цифровим методом.
1993 — зміна поколінь у керівництві компанії. До керівництва компанії прийшла друга генерація сімей Топхолмів та Вестерманнів.
17-20 жовтня 1995 — старт цифрової ери. На німецькому конгресі компанія Widex представила перший реально існуючий цифровий слуховий апарат Senso. За перші 6 місяців було продано 100 000 слухових апаратів Senso.
1997 — випуск цифрового внутрішньоканального слухового апарату Senso CIC, який у 1988 році було нагороджено золотою медаллю «Американської Промислової Дизайнерської премії відзнаки».
2001 — компанія Widex розробила раніше запатентовану технологію 3D сканування вушних зліпків, комп'ютерного виготовлення вкладок та корпусів внутрішньовушних апаратів — CAMISHA.
2005 — випуск нового покоління цифрових слухових апаратів з інтегрованою обробкою сигналу, флагманом котрого стала серія Widex Inteo із 15 каналами обробки звуку.
Листопад 2009 — попри світову економічну кризу, компанія Widex отримала нагороду престижної данської премії «Данський підприємець року» у номінації за найуспішніший данський бізнес за кордоном, що динамічно розвивається.
Травень 2010 — компанія Widex переїхала у нову інноваційну штаб-квартиру у передмісті Копенгагена. Нова адреса штаб-квартири: Widex A/S, Nymoellevey 6, 3540 Lynge, Данія. Ця будівля — живе свідоцтво корпоративної культури Widex, що направлена на захист довкілля, та інноваційних можливостей компанії. Будівля стала прикладом використання оновлюваних джерел енергії та «зелених технологій». Компанія отримала дозвіл і побудувала власну вітряну електростанцію; була збудована геотермальна система, в якій ґрунтова вода використовується як термостат. Також використовуються панелі сонячних батарей на зовнішній стороні будівлі, збір дощової води з даху, та багато інших технологій.
На теперішній час Widex нараховує близько 2400 співробітників, 900 з яких працюють в Данії. Виробництво слухових апаратів розміщено в Данії Бельгії, які експортуються у більш ніж 90 країн світу. На світовому ринку Widex характеризується, як провідна компанія у виробництві високотехнологічних слухових апаратів. З самого початку і до цього дня головним правилом роботи Widex були партнерство, надійність та «чесна угода».